# Astragalus bachardeni
Astragalus bachardeni là một loài thực vật có hoa trong họ Đậu. Loài này được Kamelin & Kovalevsk. miêu tả khoa học đầu tiên.